# Соседство (телесериал)
«Соседство» (англ. The Neighborhood) — американский ситком, созданный Джимом Рейнольдсом. Его премьера состоялась 1 октября 2018 года на канале CBS. Сериал рассказывает о белой семье со Среднего Запада, которая приспосабливается к переезду в преимущественно афроамериканский район Пасадены, штат Калифорния.
В главных ролях Седрик Развлекатель, Макс Гринфилд, Бет Берс. 
25 января 2019 года телеканал CBS продлил телесериал на второй сезон. Премьера второго сезона состоится 23 сентября 2019 года.
6 мая 2020 года телеканал CBS продлил телесериал на третий сезон. 24 января 2022 года телесериал был продлен на пятый сезон. В январе 2023 года CBS продлил телесериал на шестой сезон.
Премьера шестого сезона телесериала состоится 12 февраля 2024 года. 9 апреля 2024 года телеканал CBS продлил телесериал на седьмой сезон.
10 марта 2025 года телеканал CBS продлил телесериал на финальный восьмой сезон.

## Сюжет
Джонсоны только что переехали в один из уютных домиков в пригороде Лос-Анджелеса и пытаются наладить отношения с соседями. Вскоре выясняется, что местные жители составляют сплочённое сообщество, определённое не столько общими интересами, сколько цветом кожи. Завоевать себе место в чёрном районе простым белым ребятам оказывается непросто.

## В ролях

### Основной состав
- Седрик Развлекатель — Кэлвин Батлер, муж Тины, отец Малкольма и Марти
- Макс Гринфилд — Дэйв Джонсон, муж Джеммы и отец Гровера
- Бет Берс — Джемма Джонсон, жена Дэйва и мать Гровера
- Тичина Арнольд — Тина Батлер, жена Кэлвина и мать Малкольма и Марти
- Шон МакКинни — Малкольм, сын Кэлвина и Тины
- Марсель Спирс  — Марти, сын Кэлвина и Тины
- Хэнк Гринспун  — Гровер, сын Дэйва и Джеммы

## Обзор сезонов
| Сезон | Сезон | Эпизоды | Дата показа      | Дата показа    | Рейтинг Нильсона | Рейтинг Нильсона       |
| Сезон | Сезон | Эпизоды | Премьера         | Финал          | Ранк             | Зрители США (миллионы) |
| ----- | ----- | ------- | ---------------- | -------------- | ---------------- | ---------------------- |
|       | 1     | 21      | 1 октября 2018   | 22 апреля 2019 | 46               | 7,99                   |
|       | 2     | 22      | 23 сентября 2019 | 4 мая 2020     | TBA              | TBA                    |
|       | 3     | 18      | 16 ноября 2020   | 17 мая 2021    | TBA              | TBA                    |
|       | 4     | 22      | 20 сентября 2021 | 23 мая 2022    | 31               | 6.73                   |
|       | 5     | 22      | 19 сентября 2022 | 22 мая 2023    | 26               | 6.45                   |
|       | 6     | 10      | 12 февраля 2024  | 6 мая 2024     | TBA              | TBA                    |
|       | 7     | 20      | 21 октября 2024  | 5 мая 2025     | TBA              | TBA                    |

## Производство

### Разработка
27 сентября 2017 года канал CBS заказал пилотный эпизод телесериала. Пилотный эпизод был написан Джимом Рейнольдсом, так же он был и исполнительным продюсером шоу, вместе с ним были назначены и Аарон Каплан, Дэна Хонор, и Венди Триллинг. Производственные компании, участвующие в пилотном проекте Kapital Entertainment, CBS Television Studios и Trill Television. 27 января 2018 года канал CBS заказ съемки пилотного эпизода. 9 февраля 2018 года стало известно что Джеймс Берроуз будет режиссером пилотного эпизода.
17 февраля 2021 года телеканал CBS продлил телесериал на четвертый сезон. Его премьера состоится 20 сентября 2021 года.
24 января 2022 года телеканал CBS продлил телесериал на пятый сезон.

## Критика
На агрегаторе рецензий Rotten Tomatoes сериал имеет 24% «свежести» со средней оценкой 4,3 из 10 на основе 17 обзоров. Консенсус веб-сайта гласит: «Хотя у симпатичного актерского состава шоу есть потенциал, плохие попытки культурных комментариев и слабые характеристики оставляют сериал в творческом тупике».